# Ciechanowiec (gmina)
Ciechanowiec (1952–54 miasto Ciechanowiec + gmina Kosiorki) – gmina miejsko-wiejska w Polsce położona w województwie podlaskim, w powiecie wysokomazowieckim. 
W latach 1975–1998 gmina administracyjnie należała do województwa łomżyńskiego. 
Siedziba gminy to Ciechanowiec.
Według danych z 30 czerwca 2004 gminę zamieszkiwało 9557 osób, a w 2010 – 9232 osoby. Natomiast według danych z 31 grudnia 2019 roku gminę zamieszkiwało 8577 osób. 
Gmina Ciechanowiec to jedno z najpiękniejszych i najciekawszych miejsc w regionie „zielonych płuc Polski”. Leży 130 km od Warszawy, na trasie turystycznej do Białowieży. Jednym z atutów gminy Ciechanowiec jest rzeka Nurzec, której dolny ok. 8-kilometrowy odcinek znajduje się w granicach Obszaru Chronionego Krajobrazu Dolina Bugu i Nurca. Meandry i zakola wijące się wśród pól i lasów stanowią ostoję dla wielu cennych gatunków zwierząt żyjących nad wodą np. bobrów, wydr i różnych ptaków oraz doskonałą atrakcję turystyczną dla miłośników spływów kajakowych.

## Struktura powierzchni
Według danych z roku 2002 gmina Ciechanowiec ma obszar 201,46 km², w tym:
- użytki orne i sady: 50%
- użytki leśne: 25%

Gmina stanowi 15,72% powierzchni powiatu.

## Demografia

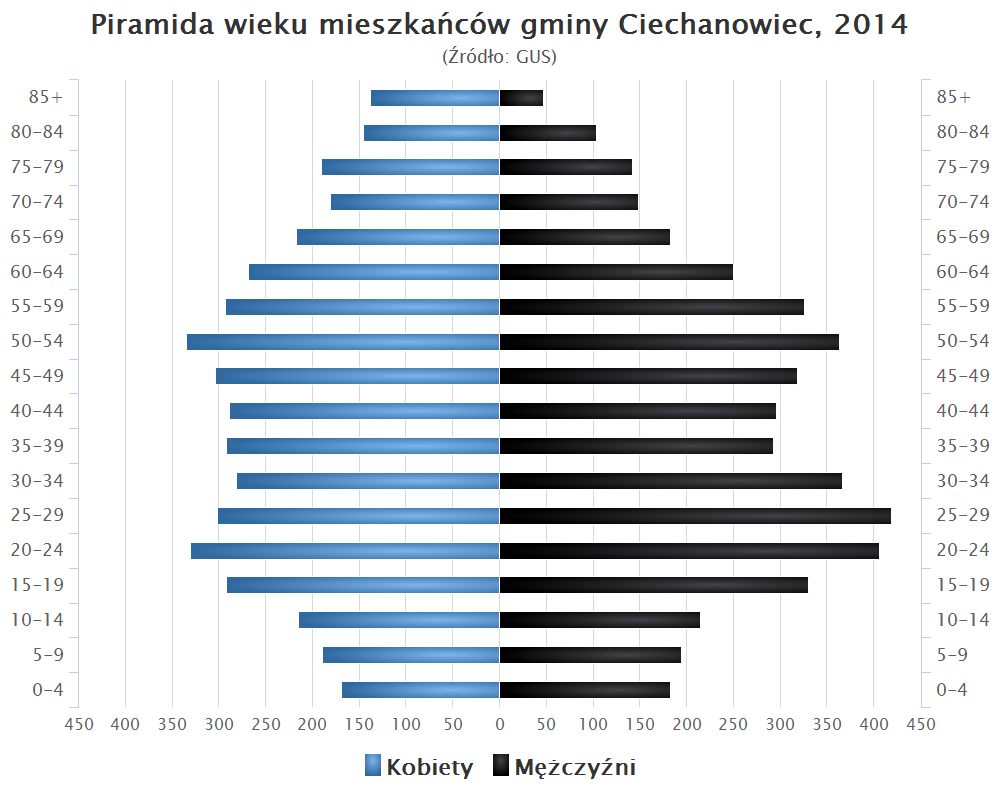
Piramida wieku mieszkańców gminy Ciechanowiec w 2014 roku

Dane z 30 czerwca 2004:
| Opis                              | Ogółem | Ogółem | Kobiety | Kobiety | Mężczyźni | Mężczyźni |
| --------------------------------- | ------ | ------ | ------- | ------- | --------- | --------- |
| jednostka                         | osób   | %      | osób    | %       | osób      | %         |
| populacja                         | 9557   | 100    | 4783    | 50      | 4774      | 50        |
| gęstość zaludnienia (mieszk./km²) | 47,4   | 47,4   | 23,7    | 23,7    | 23,7      | 23,7      |

## Jednostki pomocnicze
W skład Gminy wchodzą 33 jednostki pomocnicze, w tym 31 sołectw: Antonin, Bujenka, Ciechanowczyk, Czaje-Bagno, Czaje-Wólka, Dąbczyn, Kobusy, Koce-Basie, Koce-Piskuły, Koce-Schaby, Kosiorki, Kozarze, Kułaki, Łempice, Malec, Nowodwory, Pobikry, Przybyszyn, Radziszewo-Króle, Radziszewo-Sieńczuch, Radziszewo Stare, Skórzec, Trzaski, Tworkowice, Winna-Chroły, Winna-Poświętna, Winna-Wypychy, Wojtkowice-Dady, Wojtkowice-Glinna, Wojtkowice Stare, Zadobrze oraz dwa Osiedla.
Inne miejscowości: Gaj, Kostuszyn-Kolonia, Radziszewo-Sobiechowo, Sawczyn, Winna Stara, Winna-Wilki.

## Historia
Początki Ciechanowca sięgają XIII wieku, kiedy to pojawiają się pierwsze wzmianki o istniejącym w tym miejscu grodzie obronnym należącym do kasztelanii święckiej. Ciechanowiec od swojego powstania, aż do początku XX wieku był miastem prywatnym i należał do wielu rodzin: Kiszków, Ossolińskich, Ciecierskich, Starzeńskich. Ze względu na swoje położenie był on ważnym ośrodkiem handlowo-drogowym i obronnym. Na przełomie XIV-XV wieku przez Ciechanowiec prowadziła jedna z najważniejszych dróg wiodących z Mazowsza na Litwę. 
W późniejszych latach Ciechanowiec wielokrotnie ulegał zniszczeniom w czasie: potopu szwedzkiego (1660-1665), w czasie II wojny północnej (1700-1721), wojny polsko-rosyjskiej 1792 roku oraz Insurekcji Kościuszkowskiej, po zakończeniu zaś epoki napoleońskiej, nastąpił trwały podział Ciechanowca na lewobrzeżne Stare Miasto i prawobrzeżne Nowe Miasto. 
W okresie zaborów Ciechanowiec rozwijał się dość pomyślnie. Tuż przed wybuchem I wojny światowej miasto liczyło około 15.000 mieszkańców, było w nim blisko sto zakładów przemysłowych i około trzystu punktów handlowych. Po zakończeniu II wojny światowej mieszkańcy Ciechanowca rozpoczęli trwającą wiele lat odbudowę miasta. Jednym z najważniejszych wydarzeń w powojennej historii miasta było powstanie w 1962 roku Towarzystwa Miłośników Ciechanowca, z inicjatywy którego powstało w roku następnym Muzeum Społeczne, przekształcone później w państwowe Muzeum Rolnictwa im. ks. Krzysztofa Kluka.

## Zabytki
Zainteresowani historią znajdą tutaj wiele zabytkowych budynków-drewnianych i murowanych, zbudowanych wzdłuż historycznych ulic miasta. Obejrzą zachowany czytelny układ przestrzenny średniowiecznego miasta w kształcie wrzeciona rozciągniętego równolegle do Nurca, a także zabytki związane z najsłynniejszym mieszkańcem Ciechanowca księdzem Krzysztofem Klukiem (1739-1796), przyrodnikiem epoki Oświecenia, autorem pierwszych polskojęzycznych podręczników przyrodniczych pisanych na zamówienie Komisji Edukacji Narodowej, odznaczonym przez króla Stanisława Augusta złotym orderem "Merentibus".
Główną atrakcją turystyczną Ciechanowca jest Muzeum Rolnictwa im. ks. K. Kluka wraz ze Skansenem Mazowiecko-Podlaskim. Na terenie skansenu znajduje się ponad 40 zabytkowych obiektów, a w ramach Muzeum Rolnictwa działają m.in.: Muzeum Weterynarii, Muzeum Pisanki, Muzeum Leśne czy też Ogród roślin zdatnych do zażycia lekarskiego urządzony według planu ks. Kluka. Muzeum Rolnictwa znajduje się w zespole pałacowo – parkowy. Można podziwiać tam zachowane do dziś obiekty dworskie, czynny drewniany młyn ulokowany u ujścia przepływowego stawu parkowego, resztki parku krajobrazowego z połowy XIX wieku oraz zabytkowe aleje lipowe na drogach prowadzących do pałacu, którego neoklasycystyczną, asymetryczną bryłę zaprojektował architekt Julian Ankiewicz. 
W Ciechanowcu znajduje się barokowy kościół pw. Trójcy Przenajświętszej, wzniesionym w latach 1731-37 z fundacji Franciszka Maksymiliana Ossolińskiego, można obejrzeć epitafium nagrobne (1848) z marmurowym popiersiem ks. Krzysztofa Kluka. Obok kościoła znajduje się zabytkowy zespół klasztorno-szpitalny z XVIII wieku oraz wykonana w stylu neogotyckim XIX-wieczna statua św. Floriana patrona straży ogniowej. Ciekawym, wartym zobaczenia zabytkiem jest cerkiew prawosławna pw. Wniebowstąpienia Pańskiego, wybudowana w 1884 roku na miejsce rozebranego kościoła unickiego. W czasie II wojny światowej była miejscem egzekucji ludności cywilnej, co upamiętnia to obelisk ustawiony na placu przy cerkiewnym. 
Na terenie gminy Ciechanowiec w miejscowości Winna-Poświętna znajduje się XVII-wieczny drewniany kościół pw. św. Doroty. Kościół został wzniesiony w 1696 roku z uposażenia miecznika ziemi nurskiej Andrzeja Jabłonowskiego Grzymały i jego żony Urszuli ze Skiwskich. Obok kościoła stoi współczesna kościołowi, dwukondygnacyjna, drewniana dzwonnica o konstrukcji zrębowej, na podmurówce z kamieni polnych, czworoboczna, dach namiotowy kryty gontem; barokowe dzwony pierwszy z datą 1652 i sygnaturą Augustyna Koesche, ludwisarza toruńskiego, drugi to sygnaturka przelana w 1757 roku staraniem proboszcza Idziego Dąbrowskiego.
W miejscowościach Trzaski i Radziszewo-Króle obejrzeć można zabytkowe XIX i XX-wieczne drewniane domy, a w Pobikrach – neogotycki kościół pw. św. Stanisława Biskupa i Męczennika w Pobikrach oraz zespół dworski – oficyna dworska z pierwszej połowy XIX wieku, zbudowana pierwotnie zapewne jako dwór Ciecierskich, następnie użytkowana jako oficyna. Inne obiekty po dworskie w tej miejscowości to murowany spichlerz z przełomu XIX i XX wieku, murowana obora z 1904 roku, murowane: stajnia i wozownia z 1905 roku oraz kuźnia z lat 20. XX wieku. Do rejestru zabytków wpisane są także: park krajobrazowy z drugiej połowy XIX wieku oraz aleja dojazdowa prowadząca do wsi i krzyż przydrożny z 1861 roku.
W leżącym na terenie gminy Ciechanowiec Antoninie obejrzeć można pozostałości zespołu dworskiego składają się z drewnianej oficyny z końca XIX wieku oraz cztery murowane obory z lat 20. XX wieku, natomiast w Czajach-Wólce z murowanej stajni z 1911 roku, murowanej oficyny z końca XIX wieku oraz murowanego spichrza z początku XX wieku.

## Szlaki turystyczne
Na tym terenie znajduje się kilka miejsc odznaczających się różnorodnymi walorami krajobrazowymi: Wojtkowice–Glinna, Wojtkowice–Dady, Kozarze i Tworkowice, gdzie wyniesienia Wysoczyzny Drohickiej sąsiadują z dolinami rzecznymi Bugu oraz Nurca. Mimo burzliwej historii i wielokrotnych zniszczeń, jakie dotknęły ten region na przestrzeni wieków, pozostało tu dużo ciekawych zabytków, przede wszystkim budownictwa drewnianego. 
Oznakowany na zielono 70 kilometrowy Pieszy Szlak Turystyczny PTTK Ciechanowiec – Gąsiorowo, pozwala zwiedzić najciekawsze miejsca na terenie gminy. Szlak zaczyna się przy Muzeum Rolnictwa im. ks. K. Kluka, skąd podążamy do barokowego kościoła pw. Trójcy Przenajświętszej i dalej do wsi: Antonin z pozostałościami zespołu dworskiego, Winna-Wypychy, gdzie zachowane są zasadnicze elementy rozplanowania historycznego układu wsi. W Winnie-Poświętnej znajduje się XVII-wieczny drewniany kościół pw. św. Doroty, w Trzaskach i Radziszewie-Króle obejrzeć można zabytkowe XIX i XX-wieczne drewniane domy, w Pobikrach – neogotycki kościół pw. św. Stanisława oraz pozostałości zespołu dworskiego i pomniki przyrody w parku po dworskim. Wartym zobaczenia zabytkiem architektury sakralnej jest neogotycki kościół pw. Przemienienia Pańskiego w Pobikrach. Granne – tu wkraczamy na tereny Obszaru Chronionego Krajobrazu "Dolina Bugu i Nurca". Idąc prawym brzegiem Bugu docieramy do wsi Wojtkowice–Dady, gdzie pokonujemy bród przy ujściu Nurca do Bugu i wkraczamy w otulinę Nadbużańskiego Parku Krajobrazowego. Dalej wzdłuż koryta Bugu, poprzez wsie Kossaki i Kamianka, Nur z zabytkową drewnianą plebanią przy kościele pw. św. Jana Apostoła, Ołtarze-Gołacze i Zuzelę, w której znajduje się zabytkowy kościół, cmentarz, pomnik i muzeum pamiątek po Prymasie Tysiąclecia Stefanie Wyszyńskim, poprzez Zgleczewo Szlacheckie i Zgleczewo Panieńskie docieramy do Gąsiorowa. 
Zielony Szlak Rowerowy Pogranicza Mazowiecko-Podlaskiego przebiega wschodnim skrajem Powiatu Wysokomazowieckiego z Waniewa, poprzez Ciechanowiec, do Wojtkowic-Glinnej. W ten sposób łączy dwa systemy szlaków turystycznych: nadnarwiańskich z nadbużańskimi, umożliwiając turystom przejazd między tymi dwoma regionami. W Waniewie łączy się ze Szlakiem Pieszym im. Włodzimierza Puchalskiego, a pod Waniewem przecina dwa inne szlaki rowerowe: Podlaski Szlak Bociani i Rowerową Obwodnicę Narwiańskiego Parku Narodowego, w Krasowie-Częstkach przebiega wspólnie ze Szlakiem Rowerowym im. Jana Pawła II w kolorze żółtym, w Ciechanowcu i Wojtkowicach-Glinnie krzyżuje się ze szlakiem pieszym PTTK Ciechanowiec – Gąsiorowo.
W pobliskiej miejscowości Bujenka znajduje się hodowla alpak, która jest największą taką hodowlą w Europie.
Okolice Ciechanowca można poznawać także w czasie jednodniowych wycieczek nieoznakowanymi trasami, krótszymi lub dłuższymi, możliwymi do pokonania pieszo lub różnymi środkami lokomocji np.: 
- Ciechanowiec – Perlejewo – Ostrożany – Drohiczyn (37 km),

- Ciechanowiec – Białowieża (94 km),

- Ciechanowiec – Łomża – Nowogród (90 km),

- Ciechanowiec – Nur – Małkinia –Treblinka (40 km),

- Ciechanowiec – Siemiatycze – Mielnik – Grabarka (66 km),

- Ciechanowiec – Tworkowice – Wojtkowice-Glinna – Ciechanowiec (18 km),

- Ciechanowiec – Zadobrze – Ciechanowiec (14 km),

- Ciechanowiec – Winna – Pobikry – Malec – Ciechanowiec (25 km),

- Ciechanowiec – Kozarze – Zaszków – Tworkowice – Ciechanowiec (14 km)

## Sąsiednie gminy
Boguty-Pianki, Grodzisk, Jabłonna Lacka, Klukowo, Nur, Perlejewo, Rudka, Sterdyń